# Rocío Ruiz
Rocío Ruiz (Huelva, 1965) és una política i directora d'un institut de Huelva. Sent membre del partit polític Ciutadans des del 2018, aconseguí la posició de Conselleria d'Igualtat a la Junta d'Andalusia.
Els seus inicis en la política foren amb el partit de Ciutadans, a partir d'una invitació a una taula rodona organitzada per aquest partit. A partir d'aquest contacte amb el partit polític va anar guanyant interès per unir-se'n fins que ho va fer. Amb el primer govern andalús del Partit Popular i Ciutadans (format el gener de 2019), va obtenir el càrrec de consellera d'Igualtat. Poc després de l'obtenció del càrrec, el partit Vox recuperà un article d'opinió d'ella on criticava negativament la Semana Santa demanant explicacions al President del govern andalús, cosa a la qual reaccionà ella disculpant-se afirmant que l'article no representa allò que ella pensa. Santiago Abascal, dirigent del partit Vox, demanà que dimitira.